# Телішоара
Телішоара (рум. Tălișoara) — село у повіті Ковасна в Румунії. Входить до складу комуни Бредуц.
Село розташоване на відстані 189 км на північ від Бухареста, 30 км на північний захід від Сфинту-Георге, 50 км на північ від Брашова.

## Населення
За даними перепису населення 2002 року у селі проживали 743 особи.
Національний склад населення села:
| Національність | Кількість осіб | Відсоток |
| -------------- | -------------- | -------- |
| угорці         | 735            | 98,9%    |
| румуни         | 8              | 1,1%     |

Рідною мовою назвали:
| Мова      | Кількість осіб | Відсоток |
| --------- | -------------- | -------- |
| угорська  | 734            | 98,8%    |
| румунська | 9              | 1,2%     |